# Веллінґтон (Тасманія)
Гора́ Ве́ллінґтон (англ. Mount Wellington, палава-кані kunanyi) знаходиться на південному сході острова (та однойменного штату Австралії) Тасманія, поряд зі столицею штату містом Гобарт. Її висота — 1271 м над рівнем моря (хоча на деяких картах вказано 1270 м). Нижні схили гори вкриті густим лісом, через який прокладено численні тропи. Верхня частина гори часто вкрита снігом, іноді навіть улітку. До вершини гори прокладено вузьку асфальтовану дорогу — загальна довжина шляху від центру Гобарта до вершини гори Веллінгтон становить 22 км.

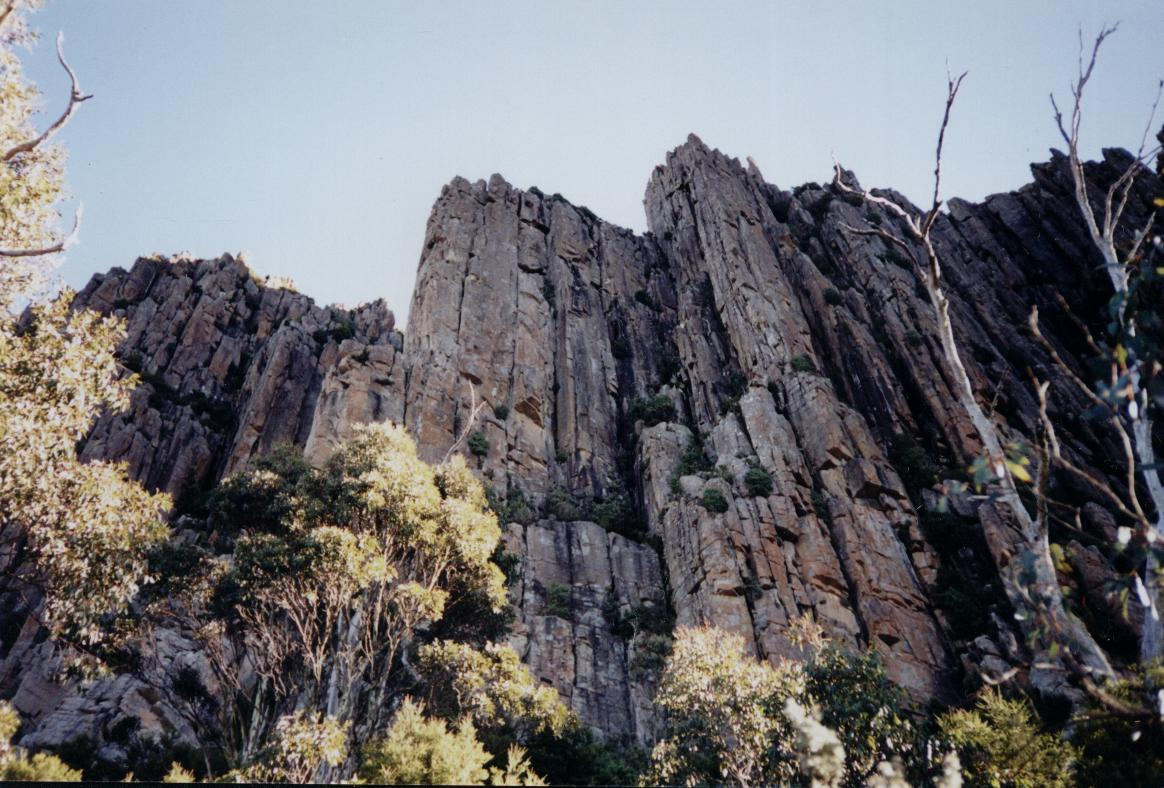
Organ Pipes («органні труби»), вид зблизька

Якщо дивитись на гору зі сторони Гобарта, то видно утворення у вигляді колон, які отримали назву «орга́нних труб» (англ. Organ Pipes). У гарну погоду з вершини гори відкриваються мальовничі види на Гобарт, річку Дервент, а також віддалені гори, миси й затоки.

## Історія
Тасманійці (корінне населення Тасманії) використовували різні імена для цієї гори (Unghanyaletta, Pooranetere тощо), останнім часом надаючи перевагу назві Кунанії (Kunanyi). Першим із європейців, хто досягнув цієї частини острова, був Абель Тасман — але він, імовірно, не міг бачити цю гору у 1642 році, оскільки він оминув це місце на значній відстані від берега, прямуючи до південно-східної околиці острова.

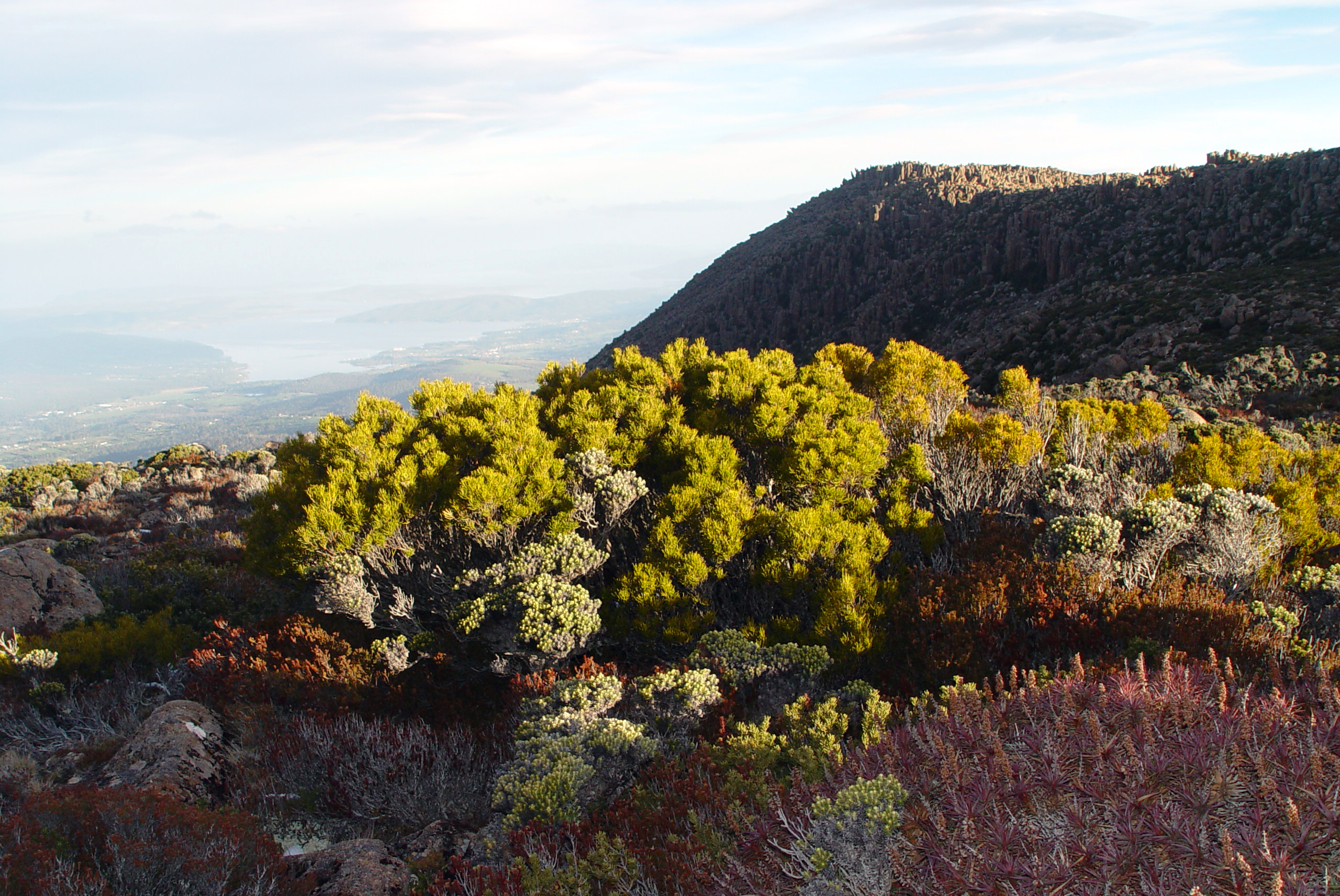
Рослинність поряд із верхівкою гори Веллінґтон

Подальші європейські експедиції дісталися південної частини Тасманії (яка у ті часи називалась Землею Ван-Дімена) лишень у 1770-х роках. У 1793 році Джон Гейз (англ. John Hayes) дістався річки Дервент й надав цій горі назву Скіддов (Skiddaw, на честь гори в Англії), яка у подальшому не прижилась.
У 1798 році, під час першого плавання навколо всієї Тасманії (Землі Ван-Дімена) Метью Фліндерс та Джордж Басс також зупинялися поблизу річки Дервент. Фліндерс називав цю гору Столовою горою (англ. Table Hill або Table Mountain) — так само, як її називали у 1792 році учасники експедиції Вільяма Блая, в якій брав участь молодий Фліндерс — за її подібність до Столової гори у Південній Африці. Французький дослідник Жозеф Антуан де Брюні Д’Антркасто, а за ним і Ніколя-Тома Боден, використовували аналогічну назву французькою, Montagne du Plateau.
Коли вихідці з Британії вперше оселились у районі нинішнього Гобарта у 1804 році, прижилась англійська назва гори Table Mountain. Вона залишалася загальновживаною до 1832 року, коли було прийнято рішення перейменувати гору на честь Артура Велслі, герцога Веллінґтона, який (разом із Ґебгартом Блюхером) здобув остаточну перемогу над Наполеоном у битві при Ватерлоо 18 червня 1815 року.

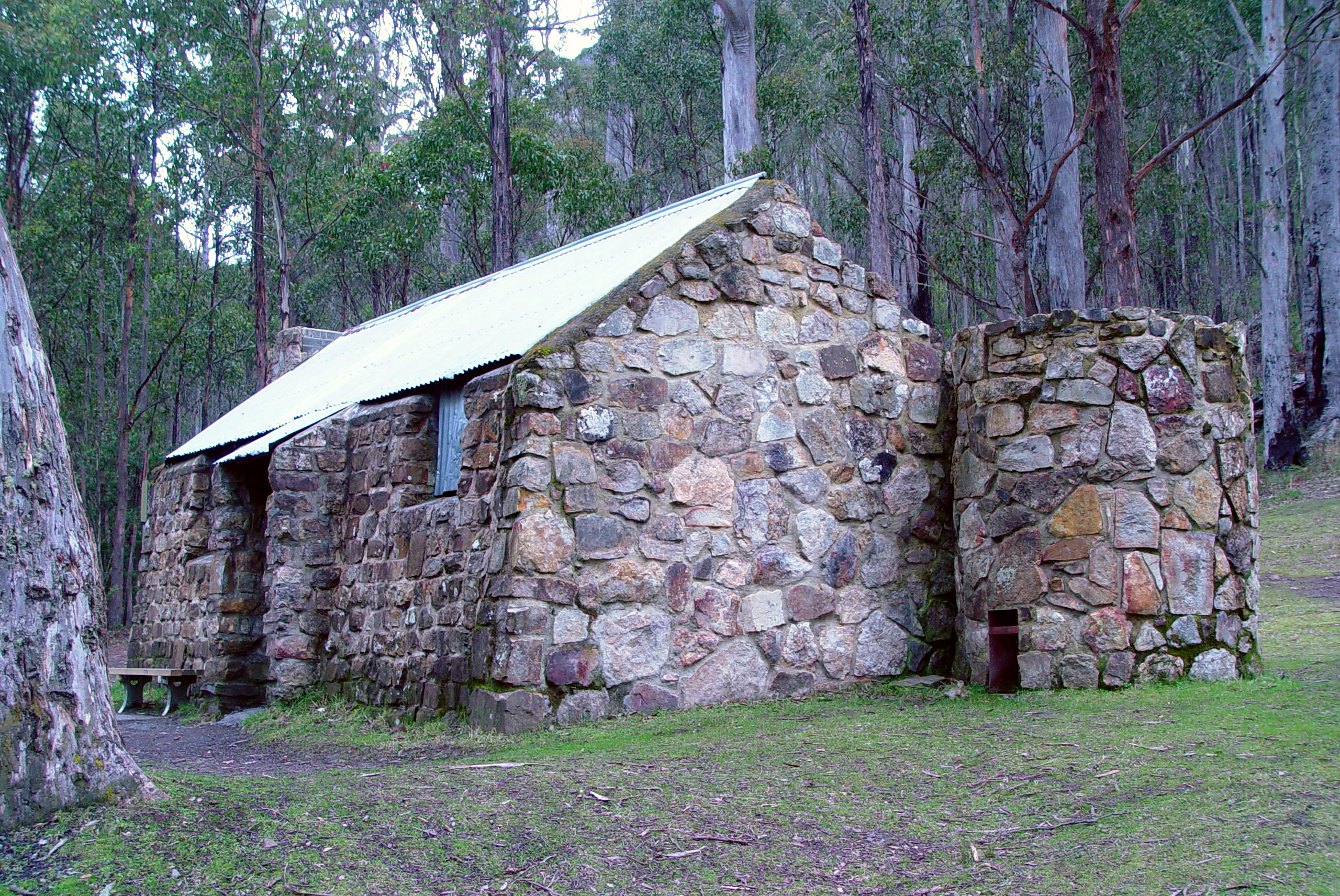
притулок на східному схилі гори Веллінгтон

У лютому 1836 року Чарльз Дарвін відвідав Гобарт й піднявся на гору Веллінґтон, описавши це у своїй книзі The Voyage of the Beagle. Зокрема, він описав евкаліпти й гігантську папороть (англ. tree fern), що ростуть на схилі гори.
Починаючи з цього часу, гора стає популярним місцем активного відпочинку жителів Гобарта. На схилах гори було зведено безліч хиж та місць для відпочинку, а також організовано резервуари для постачання Гобарта водою. У 1840-х роках перші європейці дісталися красивого водоспаду з південного боку гори, який вони назвали водоспадом Веллінґтона.

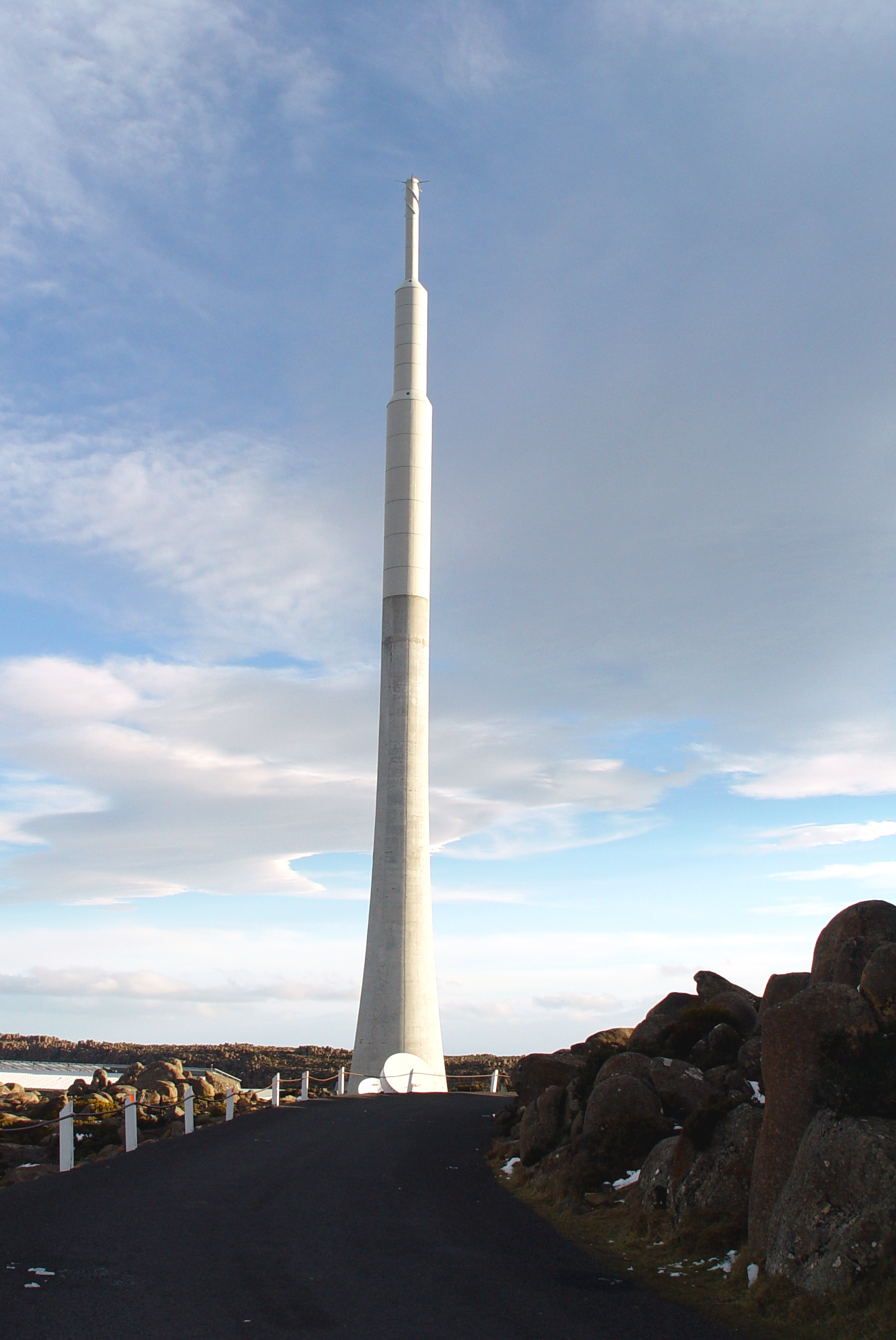
Телевежа Australia біля вершини гори Веллінгтон

У 1855 році Землю Ван-Дімена перейменували на Тасманію. Цей рік, однак, запам'ятався не лише цим, а також кількома розбійними нападами та вбивствами у районі Гобарта й гори Веллінґтон. Того самого року було спіймано (а потім повішено) підозрюваного у цих вбивствах, Джона «Роккі» Вілана (John 'Rocky' Whelan), який, як з'ясувалося, жив у печері на схилі гори, яка донині позначається на картах як Rocky Whelan's Cave (печера Роккі Вілана).
У 1906 році більша частина східних (тобто повернених до Гобарта) схилів гори була офіційно оголошена громадським парком. У 1920-х роках прокладаються нові тропи, деякі з них існують і донині. На початку 1930-х років, за часів Великої Депресії, рівень безробіття в Тасманії становив 27 %. Як захід щодо боротьби із безробіттям тодішній прем'єр Тасманії Альберт Оґілві (Albert G. Ogilvie) організував будівництво дороги до вершини гори Веллінґтон. Будівництво дороги було завершено у 1937 році, й вона отримала назву Pinnacle Drive («шлях до вершини»), хоча неофіційно упродовж тривалого часу її називали «шрамом Оґілві» (англ. Ogilvie's scar), оскільки вона навскоси розсікала схил гори.
Приблизно на пів дороги до вершини знаходиться місце для відпочинку, яке називається The Springs (джерела). Колись тут дійсно було шале із оздоровчими джерелами, але його було зруйновано під час сильної лісової пожежі у 1967 році. Тоді ж згоріла більша частина хиж-притулків, збудованих раніше.
Починаючи з 1960-х років на вершині гори Веллінґтон почали встановлювати вежі для радіо- і телевізійного мовлення. Нині на вершині знаходяться дві головні передавальні вежі — залізобетонна вежа Australia Tower (або NTA Tower), а також інша вежа, виготовлена зі сталі. Першу погодну станцію було встановлено на вершині у 1895 році.

## Клімат
Середні максимальні й мінімальні місячні температури для гори Веллінґтон, а також середні рівні опадів подано у кліматограмі. Максимальна температура 34.5 °С була зареєстрована 19 березня 1993 року, а мінімальна −9.1 °С була зареєстрована 3 вересня 1993 року. Гора Веллінґтон сильно впливає на погоду в Гобарті. На вершині може бути сильний вітер, що іноді сягає 160 км/год, а поривами до 200 км/год. Взимку вершина часто вкрита снігом. Легкі снігопади трапляються також навесні, влітку та восени. Погода може змінюватися дуже швидко — день може розпочатись із ясної погоди, потім продовжитися дощем, снігом, потім знову буде сонячно тощо.

## Галерея

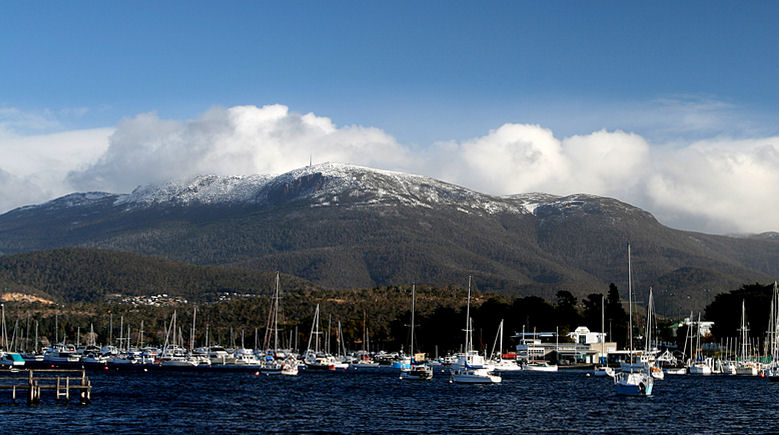
Вид на гору Веллінґтон із Гобарта
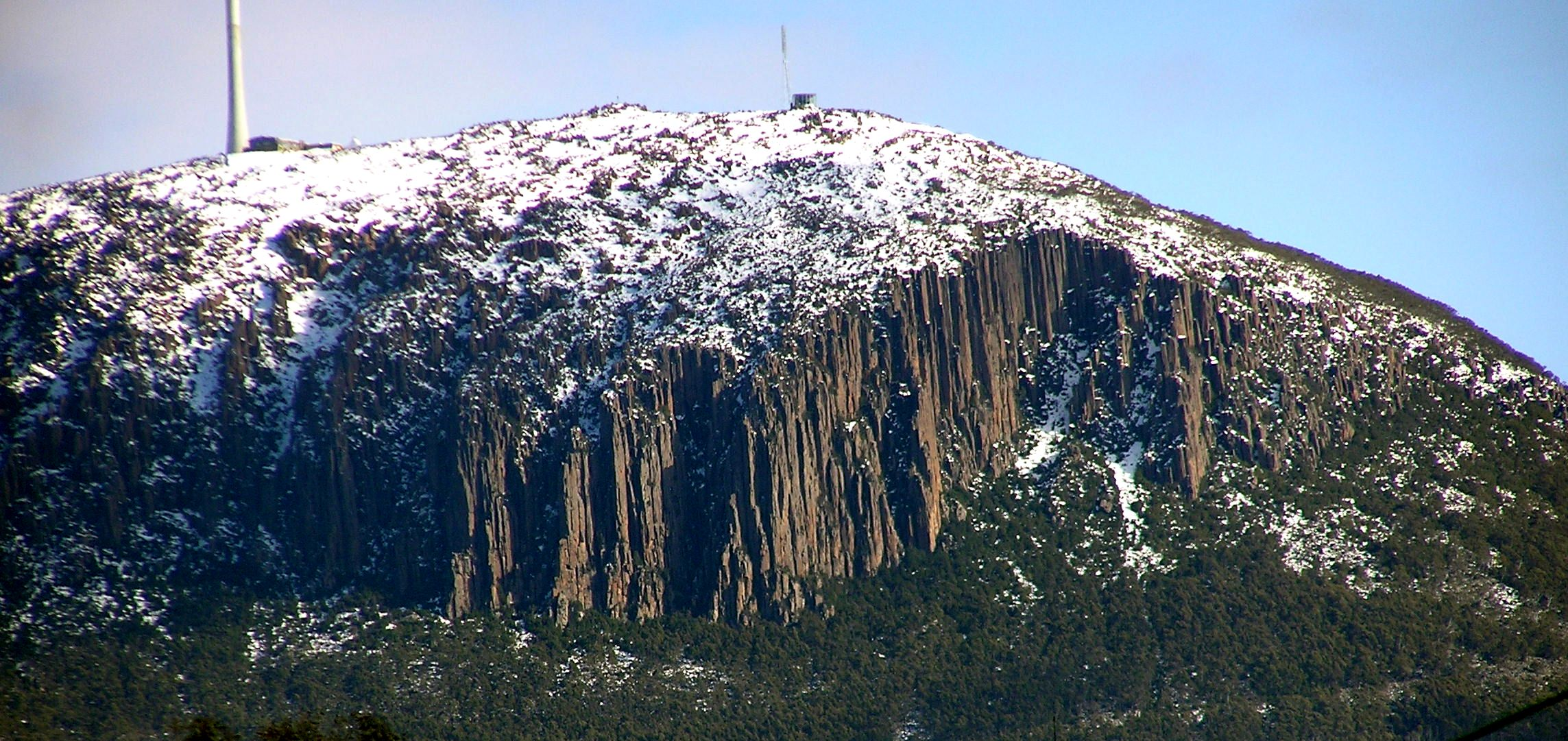
Organ Pipes («органні труби») під засніженою вершиною
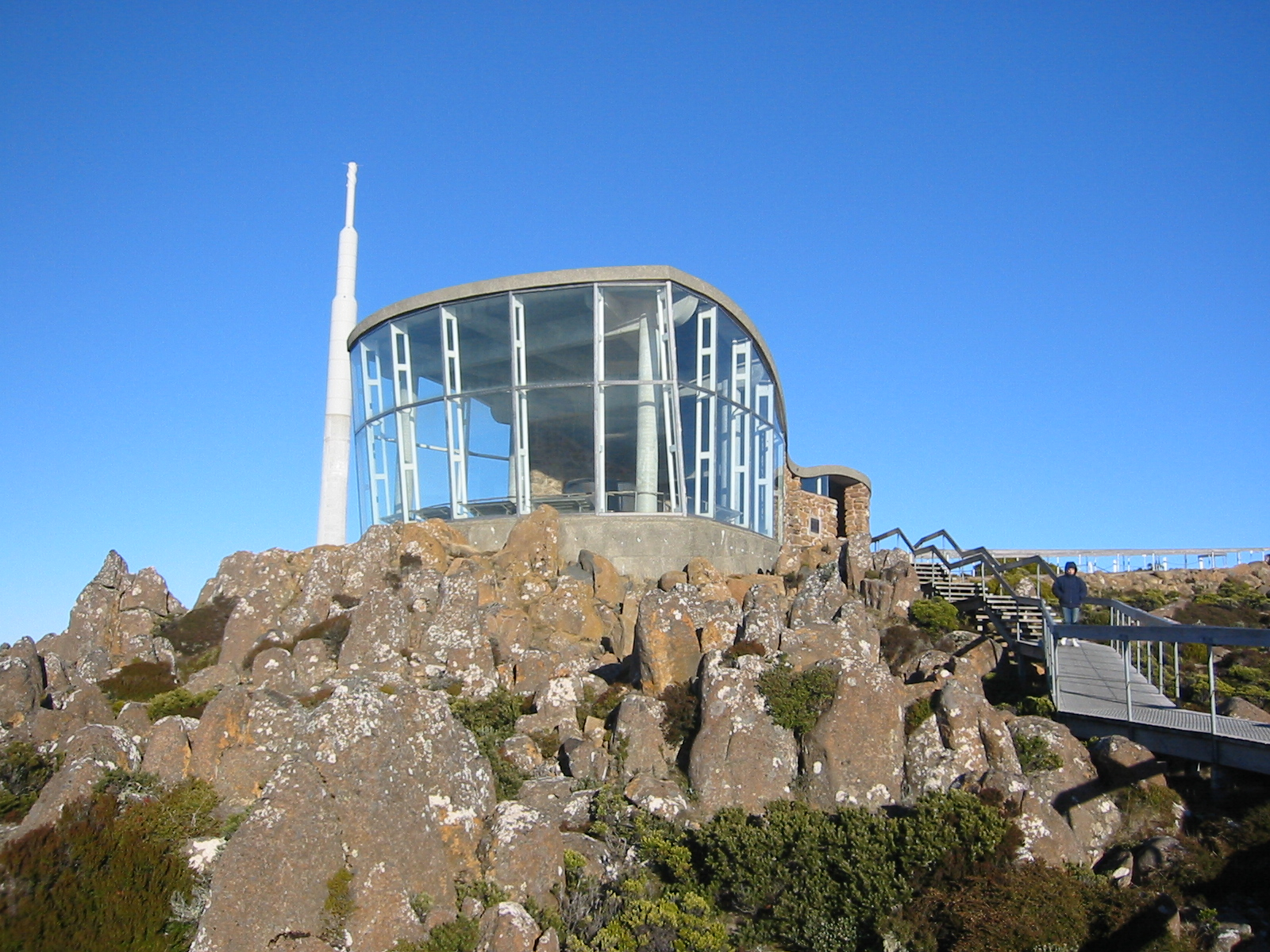
Оглядова будівля поряд із вершиною
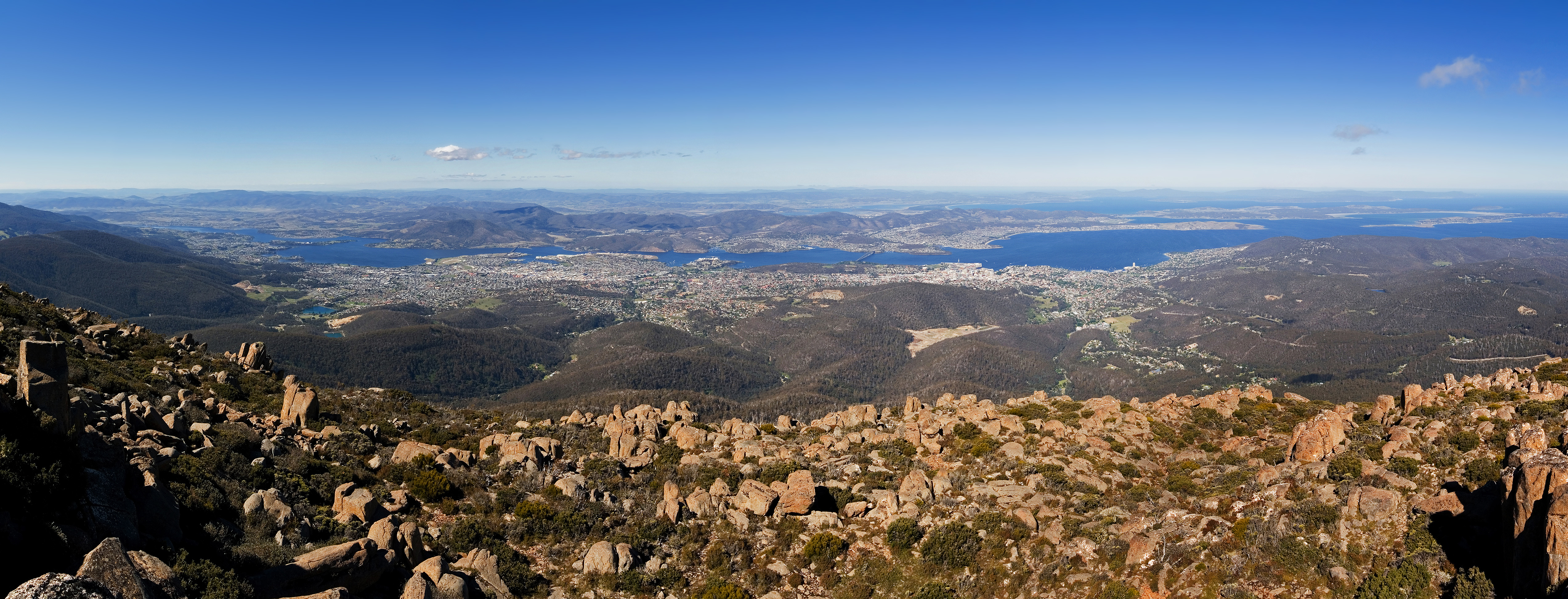
Вид на Гобарт й околиці з вершини гори Веллінґтон

## Ресурси Інтернету
- Вікісховище має мультимедійні дані за темою: Веллінґтон (Тасманія)
- Офіційний сайт парку Веллінгтон [Архівовано 15 січня 2012 у Wayback Machine.]